# Großsteingrab Herzfeld
Das Großsteingrab Herzfeld war eine megalithische Grabanlage der jungsteinzeitlichen Trichterbecherkultur bei Herzfeld, einem Ortsteil von Karrenzin im Landkreis Ludwigslust-Parchim (Mecklenburg-Vorpommern). Es wurde im 20. Jahrhundert zerstört.

## Lage
Das Großsteingrab befand sich direkt am Weg zwischen Herzfeld und Barkow, etwa auf halbem Weg zwischen beiden Dörfern in den Herzfelder Tannen.

## Beschreibung
Nach Friedrich Schlie existierte das Grab um 1900 noch. Es hatte eine Hügelschüttung unbekannter Ausrichtung mit einer Länge von 14 m, einer Breite von 9 m und einer erhaltenen Höhe von 1 m. Die meisten Steine waren bereits entfernt worden. Lediglich einzelne Steine lagen auf dem Hügel. Der genaue Grabtyp lässt sich anhand dieser Beschreibung nicht rekonstruieren.